# Walerij Abramow
Walerij Aleksandrowicz Abramow (ros. Валерий Александрович Абрамов, ur. 22 sierpnia 1956 w Jercewie, zm. 14 września 2016 w Moskwie) – rosyjski lekkoatleta, średnio– i długodystansowiec, trzykrotny medalista halowych mistrzostw Europy. W czasie swojej kariery startował w barwach Związku Radzieckiego.
Odpadł w eliminacjach biegu na 1500 metrów na mistrzostwach Europy w 1978 w Pradze. Zajął 2. miejsce w biegu na 5000 metrów w zawodach pucharu świata w 1979 w Montrealu. Na igrzyskach olimpijskich w 1980 w Moskwie odpadł w półfinale tej konkurencji.
Zdobył brązowy medal w biegu na 3000 metrów na halowych mistrzostwach Europy w 1981 w Grenoble, przegrywając jedynie z Alexandre’em Gonzalezem z Francji i Ewgenim Ignatowem z Bułgarii. Zajął 2. miejsce w biegu na 5000 metrów w finale pucharu Europy w 1981 w Zagrzebiu.
Ponownie zdobył brązowy medal w biegu na 3000 metrów na halowych mistrzostwach Europy w 1982 w Mediolanie, za Patrizem Ilgiem z Republiki Federalnej Niemiec i Alberto Covą z Włoch. Na mistrzostwach Europy w 1982 w Atenach zajął 6. miejsce w finale biegu na 5000 metrów.
Na halowych mistrzostwach Europy w 1983 w Budapeszcie wywalczył brązowy medal w biegu na 3000 metrów, przegrywając z Draganem Zdravkoviciem z Jugosławii, a wyprzedzając Uwe Mönkemeyera z RFN. Zajął 11. miejsce w biegu na 5000 metrów na mistrzostwach świata w 1983 w Helsinkach. Zajął 3. miejsce w biegu na 10 000 metrów w zawodach Superligi pucharu Europy w 1983 w Londynie.
Na zawodach „Przyjaźń-84” rozgrywanych w Moskwie dla lekkoatletów z państw bojkotujących igrzyska olimpijskie w 1984 w Los Angeles Abramow zwyciężył w biegu na 10 000 metrów. Zajął 10. miejsce w biegu na 3000 metrów na halowych mistrzostwach Europy w 1985 w Pireusie.
Abramow był mistrzem Związku Radzieckiego w biegu na 1500 metrów oraz w sztafecie 4 × 800 metrów w 1978, w biegu na 5000 metrów w 1979, w biegu na 10 000 metrów w 1987 i w biegu przełajowym w 1981, wicemistrzem w biegu na 5000 metrów w 1980, 1982 i 1983 oraz w biegu na 10 000 metrów w 1985, a także brązowym medalistą w biegu na 5000 metrów w 1987. Był również halowym mistrzem ZSRR w biegu na 1500 metrów w 1983 oraz w biegu na 3000 metrów w latach 1978 i 1981–1983.
9 września 1981 w Rieti Abramow ustanowił rekord ZSRR w biegu na 5000 metrów z czasem 13:11,99, który do tej pory (maj 2020) jest rekordem Rosji. Był również rekordzistą Rosji (choć nie ZSRR) w biegu na 10 000 metrów z czasem 27:55,17 uzyskanym 17 sierpnia 1984 w Moskwie.
Pozostałe rekordy życiowe Abramowa:
- bieg na 1500 metrów – 3:36,80 (27 sierpnia 1981, Kijów)
- bieg na 3000 metrów – 7:46,8 (27 lipca 1983, Leningrad)

W 1984 otrzymał tytuł Zasłużonego Mistrza Sportu ZSRR.